# Coleção Greco-Romana do Museu Nacional

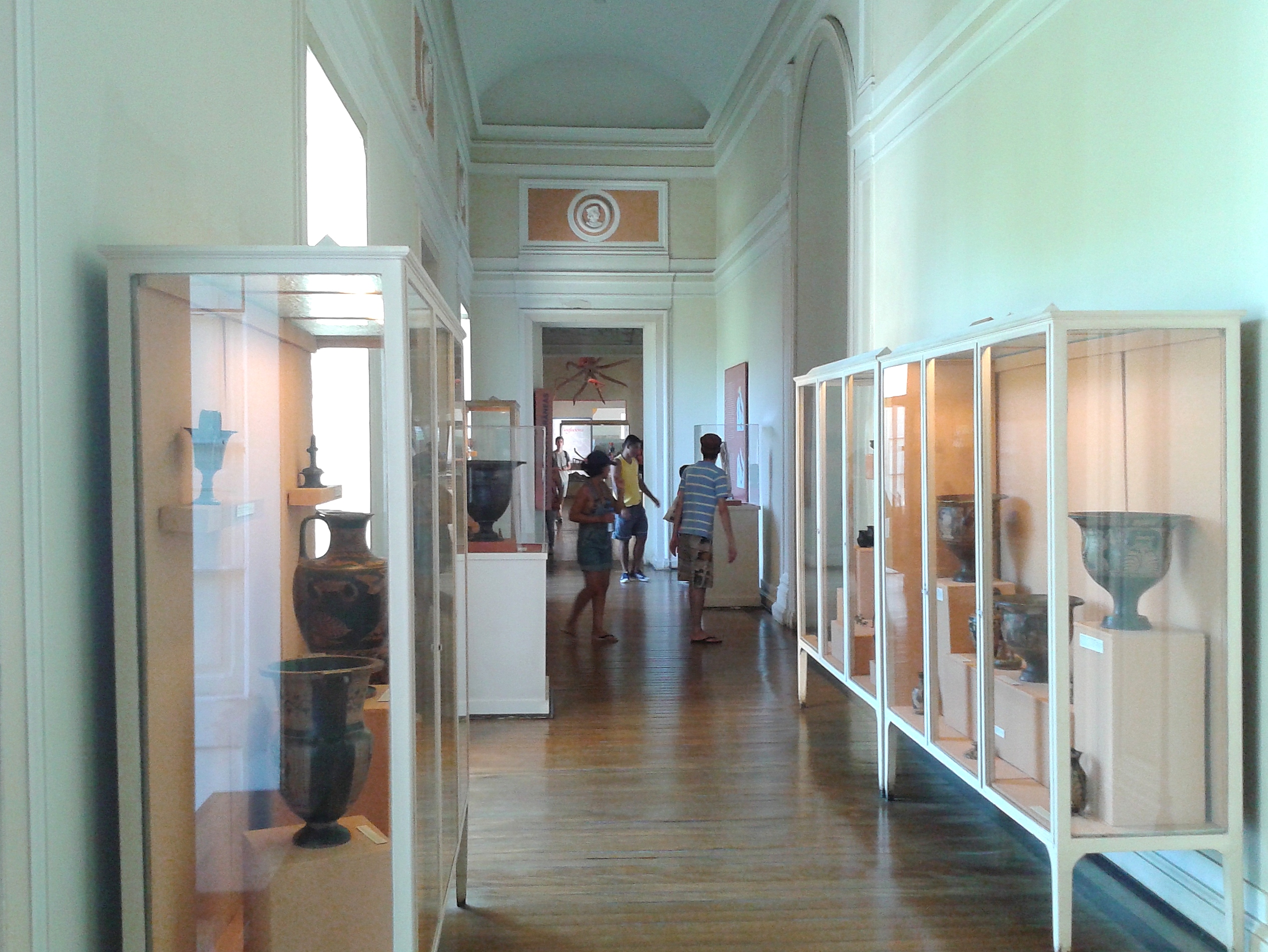
Exposição de antiguidades greco-romanas no museu.

A Coleção Greco-Romana do Museu Nacional é uma das coleções em exposição no Museu Nacional, no Rio de Janeiro. O acervo reúne principalmente antiguidades mediterrâneas das civilizações etrusca, grega (italiota) e romana. As peças, como as das escavações de Herculano e Pompeia, eram da coleção pessoal de Teresa Cristina de Bourbon.
Pelo menos parte desta coleção foi destruída no incêndio de 2018 no Museu Nacional.

## Galeria
| Imagem | Nome                                                | Origem                       | Data            | Notas  |
| ------ | --------------------------------------------------- | ---------------------------- | --------------- | ------ |
|        | Askós ítalo-protocoríntio em forma de anel          | Civilização grega (italiota) | Século VII a.C. | [ 5 ]  |
|        | Cabos de espelhos                                   | Civilização grega (italiota) | Século VI a.C.  | [ 6 ]  |
|        | Cálice com cariátides                               | Civilização etrusca          | c. 620-560 a.C. | [ 7 ]  |
|        | Afresco de Pompeia: Cesto suspenso entre guirlandas | Civilização romana           | Século I d.C    | [ 8 ]  |
|        | Cratera em cálice, italiota                         | Civilização grega (italiota) | Século IV a.C.  | [ 9 ]  |
|        | Cratera em sino, italiota                           | Civilização grega (italiota) | Século IV a.C.  | [ 10 ] |
|        | Enócoa coríntia com tampa                           | Civilização grega (italiota) | c. 600-575 a.C. | [ 11 ] |
|        | Enócoa proto-coríntia                               | Civilização grega (italiota) | Século VII a.C. | [ 11 ] |
|        | Escultura feminina sem cabeça                       | Civilização grega ou romana  | Século V a.C.   | [ 12 ] |
|        | Frasco geminado com duas alças                      | Civilização romana           |                 | [ 13 ] |
|        | Frascos de forma quadrangular com alça              | Civilização romana           | Século I d.C    | [ 14 ] |
|        | Guerreiro etrusco                                   | Civilização etrusca          | Século V a.C.   | [ 15 ] |
|        | Afresco de Pompeia: Pavões                          | Civilização romana           | Século I d.C    | [ 16 ] |
|        | Torso feminino nu                                   | Civilização grega ou romana  |                 | [ 17 ] |
|        | Afresco de Pompeia: Cavalo marinho                  | Civilização romana           | Século I d.C    | [ 18 ] |
|        | Afresco de Pompeia:Dragão marinho                   | Civilização romana           | Século I d.C    |        |
|        | Vaso trípode com apliques de máscaras               | Civilização romana           | Século I a.C    | [ 18 ] |